# 2238 Steshenko
2238 Steshenko este un asteroid din centura principală, descoperit pe 11 septembrie 1972 de Nikolai Cernîh.